# Antocha (Antocha) thienemanni
Antocha (Antocha) thienemanni is een tweevleugelige uit de familie steltmuggen (Limoniidae). De soort komt voor in het Oriëntaals gebied.